# Асканія-Нова (селище)
Аска́нія-Нова́ (в минулому — Чапельська дача, Новий Кетен, Новий Ангальт, Асканієвка, Асканієво) — селище в Україні, в Асканія-Новій селищній громаді Каховського району Херсонської області, за 76 км на північний захід від залізничної станції Новоолексіївка.
3,9 тис. мешканців (1959), 3475 мешканців (2001). Біосферний заповідник «Асканія-Нова» ім. Ф. Е. Фальц-Фейна. Завод племінної худоби (овець, свиней, великої рогатої худоби). Український науково-дослідний інститут тваринництва степових районів імені Михайла Іванова  «Асканія-Нова», середня школа.

## Історія

### Створення колонії

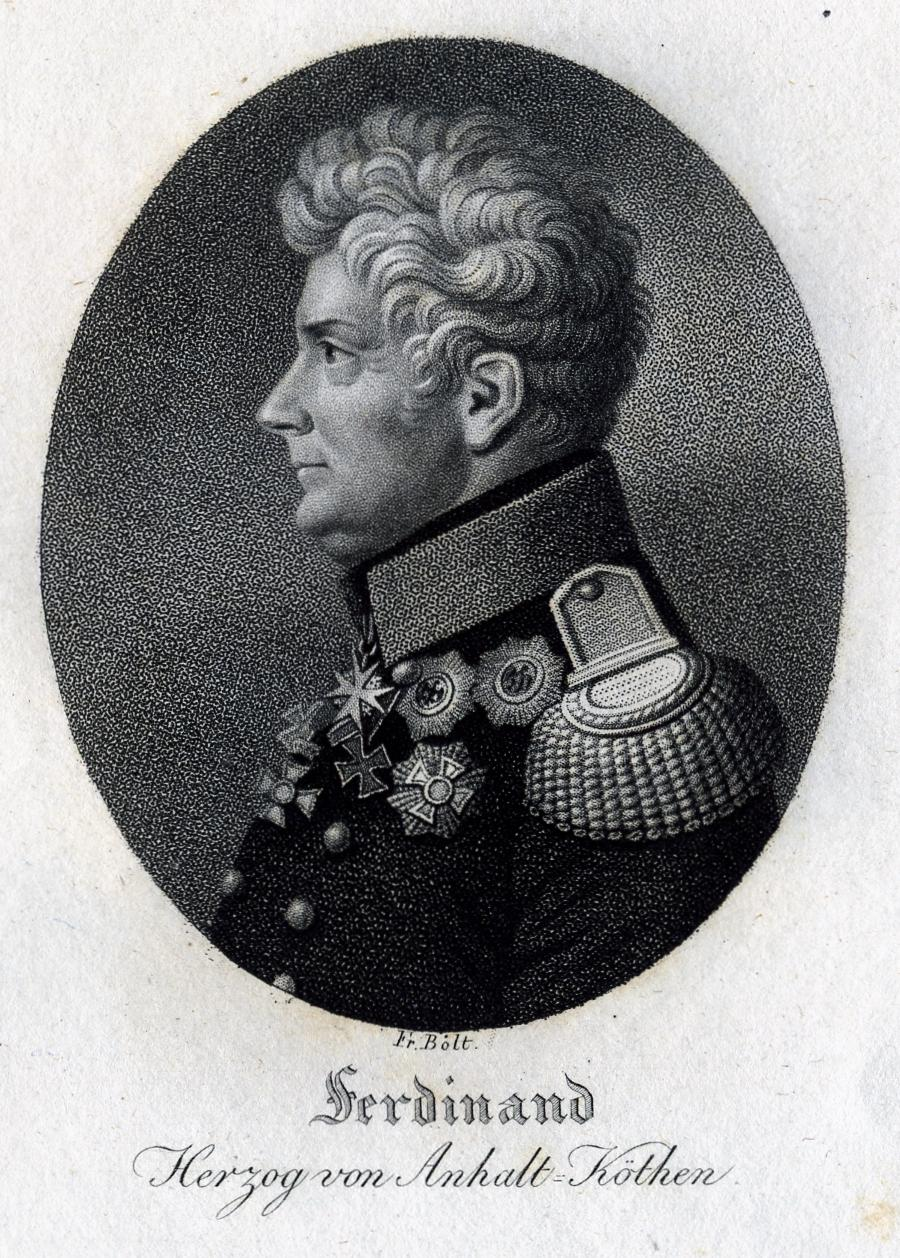
Портрет засновника Асканії Нова — герцога Фердинанда Фрідріха Ангальт-Кетенського

Уряд герцога Ангальт-Кетена Фердинанда постійно шукав нові шляхи розвитку своєї економіки. Кроком у напрямку відродження ангальтської державності стало заснування сільськогосподарської колонії на Півдні України. Один із перспективних проєктів запропонували високі ангальт-кетенські чиновники — амтсрат Людвіг Альберт та фінансротен Август Людвіг фон Бер. Вони намагалися перехопити ініціативу у Саксонського королівства, до якого звернулася Росія з пропозицією допомогти у розвитку мериносового вівчарства. 30 листопада 1826 р. Л. Альберт за дорученням герцога Фердинанда звернувся із листом-пропозицією до російського генерального консула в Лейпцизі Вільгельма фон Фрейганга.
На початку 1827 р. російський консул повідомив ангальт-кетенський уряд про принципову згоду Санкт-Петербурга на заснування в одній із південних губерній сільськогосподарської колонії.
Розуміючи перспективи та відчуваючи підтримку, герцог Фердинанд письмово зв'язався безпосередньо із імператором Миколою І. У листі герцог звертався із проханням підтримати план його уряду і висловився із формальною пропозицією заснувати «маленьку колонію моїх підданих, головною турботою якої буде культура чистокровних овець та їхнє розповсюдження». Більше того, вже 7 квітня 1827 р. герцог запропонував імператору більш докладний «план створення та розвитку вівчарних господарств у Росії».
Герцог Фердинанд просив підтримати прагнення ангальтських вівчарів та схвалити план, переданий його чиновниками міністру фінансів Росії Г. Л. Д. фон Канкрину. Ангальт-кетенський дім розраховував, що цією пропозицією він посилить стосунки із спорідненою російською династією та відкриє прибуткове джерело доходів.
25 липня 1827 р. ангальт-кетенський герцог отримав позитивну відповідь російського імператора. У ній Микола І дав найсприятливіший відгук, стверджуючи, що такий план викликає дуже великий інтерес. Тому міністру фінансів було доручено якомога прискіпливіше розглянути запропонований проєкт. Обидва уряди домовилися створити спільну комісію. З ангальт-кетенського боку були призначені А. фон Бер та Л. Альберт. Пізніше до них приєднався оберамтман Август Брауманн, до обов'язків якого входило управління майбутньою колонією. 14 вересня 1827 р. комісія вирушила з Кетена. Через Лейпциг, Левіц, Варшаву, Брест-Литовський, Житомир, Бердичів, Тульчин, Балту, Дубоссари, Одесу, Миколаїв, Херсон вона дісталася до місця, яке було обране як територія майбутньої колонії. Далі через німецьку колонію Молочна, Харків, Курськ, Орел і Тулу комісія досягла Москви. І тільки 31 жовтня ангальтці прибули до Санкт-Петербурга.
Ангальт-Кетенську делегацію приймали дуже прихильно. Розпочалися міждержавні переговори. Герцог Фердинанд прагнув через створення колонії посилити економічну ситуацію в країні; стан держави на європейській політичній арені; отримати письмові гарантії щодо військово-політичного захисту та, навіть, створити окреме князівство із власним гербом. Але російська сторона наполягала на суто економічній складовій угоди і унеможливила прагнення залучення зовнішньо політичних чинників із боку ангальт-кетенської дипломатії. Після проведення складних переговорів угода була підготовлена.
В результаті узгодження усіх протиріч, 3 березня 1828 р. було підписано іменний Указ імператора Миколи І «Об учреждении в Таврической губернии колонии из Ангальтских поселенцев». У ньому визначалися всі чільні позиції створення та розвитку ангальт-кетенської колонії на Півдні України. Невдовзі надвірний радник Карл Християн фон Кістер був призначений повіреним у справах герцогства Ангальт-Кетен при російському імператорському дворі.
28 квітня 1828 року герцог Фердинанд підписав документ про створення «Головного управління Таврійських поселень». Герцог Фердинанд вважав, що його нове володіння мало визначатися абсолютною самостійністю. Саме чиновники А. фон Бер та Л. Альберт очолили цей заклад, на яке уряд покладав великі економічні та, навіть, політичні надії. Крім того, безпосередньо на місцях було створено «Правління Таврійських поселень», яку очолив Август Брауманн. Помічником адміністрації та керівництвом будівельних робіт став архітектор Вельс. 15 грудня 1828 р. керівником перевалочної бази для отар, які рушали з Ангальт-Кетену, у с. Кисляк Гайсинського староства було призначено Франца Теецманна.
Проводи першого транспорту з Кетена були урочистими. На церемонії були присутніми навіть герцог Фердинанд та герцогиня Юлія. Заходи відбувалися при великому скупчені народу. Сучасна подіям «Anhalt-Cöthensche Zeitung» писала: «11 серпня цього року ми бачили рідкісне для місцевих мешканців явище; перший головний караван, який складався із 3000 овець рушив у нові володіння його світлості герцога Ангальтського у південній Росії. Багато чисельний натовп зібрався з цього приводу, присутніми були також їхні світлості герцог та герцогиня. Через те, що такі транспорти овець будуть відходити щорічно, країна наша може розраховувати на прибуток». Лише наприкінці літа 1828 року перший транспорт вирушив у дорогу з Кетена.
На чолі перших трьох транспортів стояв комісар-агроном Піхт. На територію новоствореної колонії прибуло 25 осіб (15 чоловіків, 4 жінки та 6 дітей). Колоністи супроводжували 2886 голів овець (серед них 50 баранів), 2 швейцарських бугаїв, 8 корів (3 фрисландські, 3 гарцькі та 2 швейцарські), а також 8 коней.
25 жовтня 1829 року в Таврію прибув другий транспорт. До нього увійшло 47 осіб. Серед нових колоністів опинився син фінансового радника — економ Брауман, ремісники з родинами, а також 24 пастуха та підпаска. В транспорті знаходилося більше 5000 голів овець, 100 козлів та 10 коней.
13 липня 1830 року з Кетена вирушив третій транспорт. Цього разу звідтіля виїхало 50 осіб, у тому числі 23 чоловіків, 6 жінок та 21 дитина. Серед колоністів знаходилися висококваліфіковані спеціалісти: сортувальник вовни, пічник, виноградар, муляр, коваль, чоботар та вчитель. До цього транспорту увійшли 2500 вівцематок, 130 баранів, 15 коней та 12 вівчарських собак. Транспорт традиційним шляхом прибув до таврійських володінь у вересні 1830 року хоча й «без значних втрат».

### Розвиток Асканії-Нова під час правління герцога Генріха

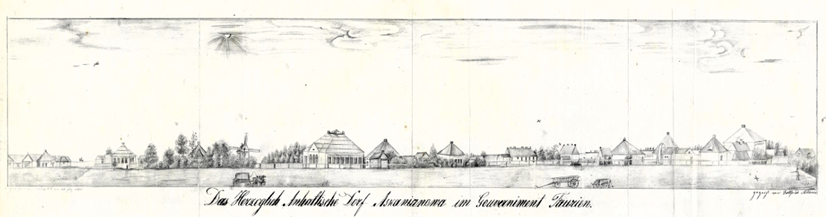
Вид Асканії Нова, 1847

Уряд герцога Генріха продовжував економічну політику свого брата покійного герцога Фердинанда Фрідріха щодо розвитку ангальтської колонії на Півдні України. Весною-літом 1832 р. була проведена інспекція під керівництвом А. фон Бера. У господарстві існувало 15004 голів овець, 82 коней та 48 голів худоби. В колонії існувало 11 населених пунктів. Найбільші з них були дані назви: центральне поселення — Асканія Нова (на честь історичного ядра династії — графства Асканії); Окрім центрального поселення отримали нові назви й хутори Фердинандівка, Юліанівка, Генрікове, Августове — на честь правлячих герцогів та їхніх дружин; Нієнбург, Дорнбург — на честь населених пунктів в Ангальті; зберегли назви Старий Етап та Новий Етап; окрема приморська частина колонії мала назву Дофіне (Дух Фіней тощо) (нині село Роздольне Каланчацького р-ну). На 1832 р. загальна вартість колонії становила суму у 290070 талерів.
У той час розвитком колонії цікавився імператор Микола І; вчені: академік П. І. Кеппен (1793—1864), академік Р. Е. фон Таутфеттер (1809—1889), професор І. Ф. Л. Шмальц (1781—1847); мандрівник маршал О. Ф. Л. де Мармон (1774—1852). На 1847 р. в колонії Асканія Нова налічувалося 39000 голів овець (11,02 % по Дніпровському повіту), які давали 5520 пудів вовни (14,24 % по Дніпровському повіту).
Колонію Асканія-Нова продав у 1856 р. герцог Леопольд IV Фрідріх фон Ангальт (1794—1871), який успадкував Ангальт-Кетенське герцогство.
Створення заповідника розпочато 1874.
7 (20) листопада 1917 року, відповідно до Третього Універсалу Української Центральної Ради, увійшло до складу Української Народної Республіки.

## Відомі люди
- Благовісний Віталій Павлович (1974—2015) — старший сержант Збройних сил України, учасник російсько-української війни.
- Жарук Дмитро Павлович (1989—2015) — старший лейтенант податкової міліції, учасник російсько-української війни.
- Фальц-Фейн Фрідріх Едуардович — засновник заповідника
- Треус Володимир Данилович — біолог
- Летучев Костянтин Петрович — селекціонер у галузі вівчарства
- Альошин Микола Сергійович — радянський офіцер, Герой Радянського Союзу. Помер в Асканії-Новій.
- Рубльова Ружена Анатоліївна — українська театральна актриса і хормейстерка, народна артистка України (2021).

## Храми
- Димитріївський храм УПЦ МП